# Alfred zu Dohna-Schlobitten
Alfred Hermann Heinrich comte et burgrave de Dohna-Schlobitten (né le 6 janvier 1852 à Brunau et mort le 16 décembre 1929 au château de Finckenstein) est un général de cavalerie prussien.

## Biographie

### Origine
Alfred est le fils du burgrave Hermann zu Dohna-Brunau (1821-1859) et de sa femme Lydia, née von Auerswald (1827-1898). Son frère aîné Georg (1850-1912) est député de la Chambre des seigneurs de Prusse et seigneur de Wundlacken, le frère cadet Carl (de) (1857-1942) administrateur de l'arrondissement de Braunsberg.

### Carrière militaire
Dohna étudie brièvement à l'Académie de chevalerie de Brandebourg et au lycée de Marienwerder (de). Au début de la guerre contre la France, il s'engage le 19 juillet 1870 dans le 1er régiment de dragons de la Garde de l'armée prussienne et est promu au grade de second-lieutenant le 27 septembre 1870. Major depuis la mi-novembre 1893, il est muté en 1897 au 5e régiment d'uhlans (de) à Düsseldorf en 1897. Le 3 juillet 1899, il devient commandant du 6e régiment de dragons et le 11 mars 1900, commandant du régiment de hussards du Corps de la Garde à Potsdam. Le 15 juin 1900, il est promu lieutenant-colonel et en 1901, il devient adjudant de l'empereur Guillaume II. Promu colonel le 12 septembre 1902, il prend le 24 avril 1904 le commandement de la 4e brigade de cavalerie de la Garde à Potsdam. Promu major général le 17 novembre 1906, il prend le commandement de la division de cavalerie de la Garde à Berlin du 2 septembre 1907 au 22 septembre 1911. Promu lieutenant-général le 3 mars 1910, il est nommé plénipotentiaire militaire prussien à la cour de Russie à Saint-Pétersbourg en septembre 1911. Tout en restant à ce poste, Dohna devient adjudant général de Guillaume II le 16 juin 1913 et est promu General der Kavallerie.
Au début de la Première Guerre mondiale, Dohna sert en août 1914 comme adjudant général au 8e armée en Prusse-Orientale. Le 9 septembre 1917, il remplace le général Ferdinand von Quast en tant que général commandant du corps de la Garde sur le front occidental lors de la bataille d'Ypres. Dohna meurt peu de temps avant son 78e anniversaire.

### Famille
Dohna se marie le 25 septembre 1876 à Berlin avec Marianne von Wallenberg (de) (née en 1856 à Potsdam et morte en 1931 à Finckenstein), fille du fonctionnaire Ernst von Wallenberg (de) et Maria von Rochow (de)-Stülpe (de). Leur mariage reste sans enfant. Marianne est dame d'honneur de l'ordre bavarois de Thérèse.